# Los Pedroches

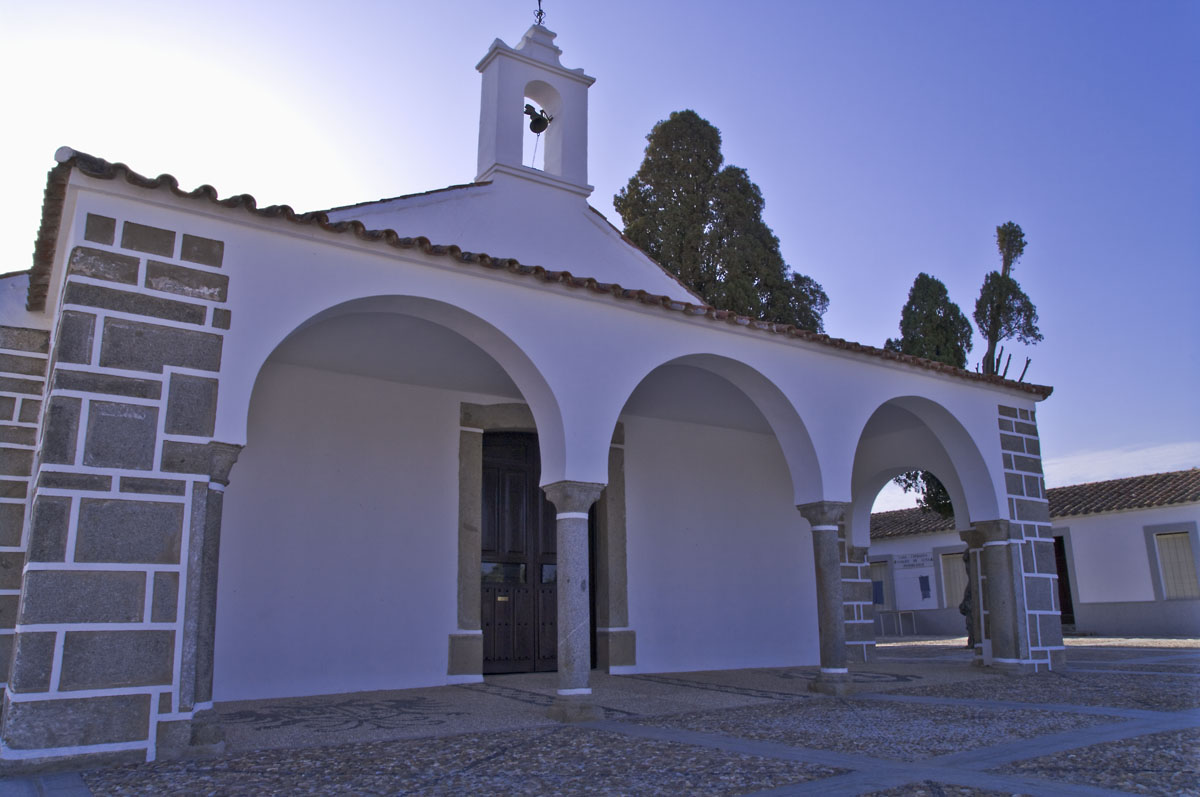
Santuario della Virgen de La Luna de Los Pedroches

Los Pedroches è una comarca spagnola in Andalusia, in provincia di Cordova. Si trova nella Sierra Morena, all'estremità settentrionale della provincia. Il suo nome ufficiale è Valle de los Pedroches.
La città principale della comarca è Pozoblanco.
Il clima è continentale.
Dal 2023 è nota a livello internazionale per ambientare la storia della famiglia dei Marchesi De Luján, nella serie "La Promessa".

## Comuni della comarca

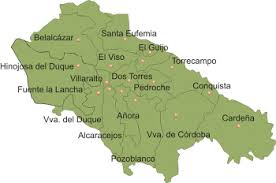
I comuni della Valle de Los Pedroches

- Alcaracejos
- Añora
- Belalcázar
- Cardeña
  - Venta del Charco
  - Azuel
- Conquista
- Dos Torres
- El Guijo
- El Viso
- Fuente la Lancha
- Hinojosa del Duque
- Pedroche
- Pozoblanco
- Santa Eufemia
- Torrecampo
- Villanueva del Duque
- Villaralto
- Villanueva de Córdoba